# سيمون فالا
الرئيس الجوي سيمون أوين فالا (بالإنجليزية: Simon Owen Falla)‏ (مواليد 1955 في ديربيشاير، إنجلترا) ضابط كبير متقاعد من سلاح الجو الملكي. كان نائب القائد ورئيس قيادة طائرات الهليكوبتر المشتركة من ديسمبر 2006 حتى تقاعده في يونيو 2010.

## المسيرة العسكرية
في عام 1979 انضم إلى سلاح الجو الملكي. في عام 1980 تم اختياره لتدريب طائرات الهليكوبتر. في عام 1981 انضم إلى قوة شينوك التي شكلت حديثا مع سرب رقم 18 (ب) في قاعدة سلاح الجو الملكي في أوديهام. في عام 1982 أبحر مع فرقة العمل أثناء عملية المجموعات وحلق في الطلعات التشغيلية فوق جزر فوكلاند. في عام 1983 انضم إلى السرب رقم 7 الجديد لجنود القوات الخاصة بتشينوك حلق فوق لبنان. في عام 1986 صار مؤهل كمدرب هليكوبتر في قاعدة سلاح الجو الملكي في شوبري. خدم مع وحدة التشغيل التشغيلية شينوك في قاعدة سلاح الجو الملكي في أوديهام وحصل على الفئة التعليمية أيه 2 وتأهل كمدرب تكتيكات طائرات الهليكوبتر. في عام 1989 ترقى إلى قائد سرب وعين نائب قائد السرب رقم 7. في عام 1990 أمر مفترض قيادة القوات الخاصة. في عام 1991 تولى قيادة القوات الخاصة خلال عملية غرانبي على العراق. منح وسام رفيق من أجل خدمة متميزة لقيادته السرب. في عام 1992 قضى ستة أشهر كقائد ضابط للسرب رقم 78 في قاعدة جبل بليزنت الجوية التابعة لسلاح الجو الملكي. في عام 1993 عين في تكتيكات هليكوبتر ومسؤول المحاكمات في مركز سلاح الجو الملكي. في عام 1995 بعد العديد من الجولات القصيرة والدورات رقي إلى قائد الجناح. في عام 1996 عين ضابط قائد للسرب رقم 7 (حتى عام 1998). في عام 1999 عينته المملكة المتحدة مستشارا جويا / مشتركا لكلية القيادة والموظفين في أبوظبي بدولة الإمارات العربية المتحدة. في عام 2001 تمت ترقيته إلى قائد المجموعة. في عام 2002 رقي إلى قائد المحطة في قاعدة سلاح الجو الملكي في سانت موغان وقائد قوة البحث والإنقاذ التابعة لسلاح الجو الملكي (حتى عام 2003). في عام 2003 عين نائب مساعد رئيس الأركان (الخطط) في قيادة المروحية المشتركة. في عام 2006 رقي إلى رئيس جوي عند تعيينه نائبا للقائد ورئيس الأركان في قيادة المروحية المشتركة.

## فيما بعد المسيرة العسكرية
يتولى حاليا منصب مدير التدريب في نظام تدريب الطيران العسكري في أسنت.